# Antonia Brenner
Antonia Brenner, conocida como Madre Antonia, (Los Ángeles, 1 de diciembre de 1926 – Tijuana, 17 de octubre de 2013) era una monja católica estadounidense de origen irlandés y activista que escogió residir y cuidar a los presos en el reclusorio de máxima seguridad La Mesa, Prisión en Tijuana, México.
A raíz de su trabajo,  fundó una nueva orden religiosa llamada Siervas Eudistas de la Undécima Hora que, como todas las comunidades Eudistas, son "obreros de la evangelización, trabajan por la renovación de la fe en el Pueblo de Dios. Preocupados porque la Iglesia tenga siempre buenos pastores, colaboran, según sus posibilidades y el llamamiento de los obispos, en suscitar vocaciones, en la formación y en el servicio a los presbíteros y demás ministros."

## Biografía
Brenner, llamada originalmente Mary Clarke, nació el 1 de diciembre de 1926. Fue hija de Joseph Clarke y Kathleen Mary Clarke. Fue dos veces casada y divorciada. Cuando vivía en Beverly Hills, California, tuvo siete hijos.
Ella contó que en 1969 soñó que era una prisionera condenada a muerte en Calvary y en vísperas de ser ejecutada, Jesus se le apareció y le ofreció tomar su sitio. Ella rechazó su ofrecimiento, le tocó encima la mejilla, y le pidió que nunca la dejara, sin importar lo que le pasara. En algún momento de los años 1970s,  escogió dedicar su vida a la Iglesia, en parte debido a este sueño.
Como era una mujer madura y divorciada, de acuerdo con las reglas de la Iglesia, Clarke no podía unirse a una congregación religiosa, así que fundó una para personas en situación similares a la suya: la de las Siervas Eudistas de la Undécima Hora.

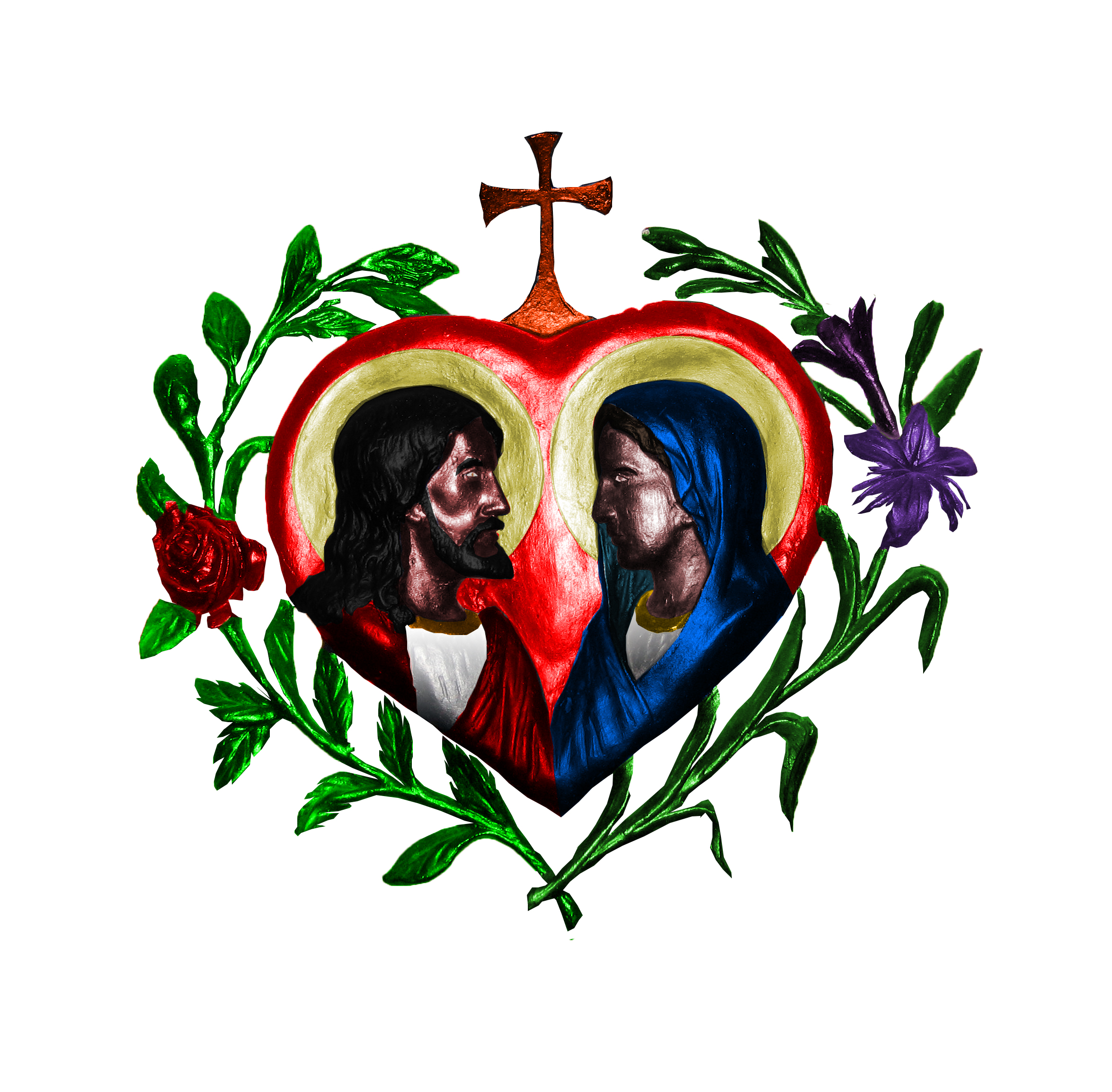
Los Eudistas son católicos y pertenecen a la Congregación de Jesús y María

En 2003 su comunidad religiosa fue formalmente aprobada por Rafael Romo Munoz, Obispo de la Diócesis de Tijuana. El 25 de septiembre de 2009,  recibió el Premio especial para la paz otorgado por la Abadía de la Paz en la Escuela de Estudios de Paz Joan B. Kroc de la Universidad de San Diego.
Además de su trabajo normal con los prisioneros,  negoció que se terminara un disturbio. También persuadió a los administradores del penal para que suspendieran el encarcelamiento de un prisionero en las celdas de castigo conocidas como las tumbas.
En su honor, el camino externo de la prisión, conocido hasta hace poco como "Los Pollos", fue rebautizado en noviembre de 2007 como "Madre Antonia".
El libro El Ángel de Prisión, escrito por los periodistas Premio Pulitzer Mary Jordania y Kevin Sullivan, describe su vida.
En 2010, Estudio Frontera dio a conocer un documental en DVD sobre la vida de la Madre Antoniaː “La Mamá: An American Nun's Life in a Mexican Prison”, producido, escrito y realizado por la periodista sandieguina Jody Hammond; fotografiado y editado por Ronn Kilby y narrado por Susan Sarandon. Tomó cinco años en hacerse la película.
Después de un periodo de salud decreciente, Brenner murió el 17 de octubre de 2013, a la edad de 86 años, en su casa de Tijuana. Junto con otras cuatro mujeres ilustres ya fallecidas, en marzo de 2014, fue designada forjadora de Baja California.